# Triacastela (parroquia)
Triacastela (llamada oficialmente Santiago de Triacastela) es una parroquia y una aldea española del municipio de Triacastela, en la provincia de Lugo, Galicia.

## Organización territorial
La parroquia está formada por cuatro entidades de población:
- Pasantes
- Queixadoiro
- Ramil
- Triacastela

## Demografía

### Parroquia
| Gráfica de evolución demográfica de Triacastela (parroquia) entre 2000 y 2021 |
|                                                                               |
| Datos según el nomenclátor publicado por el INE.                              |

### Aldea
| Gráfica de evolución demográfica de Triacastela (aldea) entre 2000 y 2021 |
|                                                                           |
| Datos según el nomenclátor publicado por el INE.                          |